# Psovka (Kamov)
Psovka je naziv prve zbirke pjesama Janka Polića Kamova. Zbirka je nastala je 1905. godine, a objavljena je dvije godine poslije. Zbirka sadrži 9 pjesama: Preludij, Pjesma nad Pjesmama, Job, Mojsije, Pjesma suncu, Intermezzo, Dan mrtvih, Ledeni blud i Finale.

## Utjecaj vanjskih problema na njegova djela
Janko Polić Kamov predstavlja jedinstvenu osobnost, jer je zbog ranog samoobrazovanja bio vrlo pronicljiv i oštrouman. Promatrajući oca, stvorio je novi pojam religije. Naime, njegov je otac Ante Polić bio svjetski trgovac kojem je vjera bila zanemariva. Za vrijeme bankrota otac se vraća vjeri u čemu Janko vidi licemjerje i neiskrenost. Kamov je pseudonim preuzet iz Biblije: simbolizira sina koji pijanom, razgolićenom ocu nije pomogao, već ga je gledao. Zbog toga ga je otac prokleo. Janko je za vrijeme života bio buntovnik i revolucionar. Upoznao je Stjepana Radića koji mu učvršćuje stavove. Kamovljeva najčešća tema jeste buna. Zbog protesta je zadobio ozljede zbog kojih je bio slab i bolestan. Često je pisao o vlastitoj smrti koja će ubrzo doći.

## EstetikaPsovke
Zbirku je Kamov napisao kad mu je bilo 18 godina. Već početnom strofom prve pjesme Preludij navješćuje nam erotskim i oštrim stihovima kako se protivi tradiciji. Ne obraća se muzama ni idolima već hartiji koja za njega predstavlja jedini oblik komunikacije. Bjelina hartije ustvari predstavlja čednost, tj. želi reći kako je pjesništvo dosad bilo naivno. Osim nježnosti poezije, predstavlja bijednu malograđanštinu koja u njemu stvara tjeskobu i bijes. Zato se koristi ironijom i sarkazmom. Preludijem ne samo da objašnjava kojim će se temama koristiti (psovka, bol, krv, erotika, bunt), nego i pokazuje svoju važnost u društvu. On se od toga trenutka potpuno odvaja od tradicionalne lirike i tadašnjega društva. Kao i u Preludiju, u Pjesmi nad pjesmama, koja je apoteoza slobodne ljubavi, osuđuje društvo i napada brak. Ženi se obraća u pjesmi Ledeni blud. Razlika između Ledenog bluda i Pjesme nad pjesmama je u simbolici žene: tu je ona znak beznađa i gorčine. Pjesmu završava patološkim izrugivanjem i naturalističkim opisima. Bez obzira koliko pjesma može izgledati nakazno, ipak postoji elegični ton, kojim se Kamov nada čitateljevom razumijevanju. U Pjesmi suncu i Danu mrtvih ističu se dvije životne boje: crna i bijela. U njima osuđuje prošla djela i ne primjećuje njihovu vrijednost. Isto tako smatra kako će budući naraštaji biti inteligentniji i razvijeniji. U pjesmama Job i Mojsije Janko u potpunosti se izruguje kršćanskom svjetonazoru, gadi mu se i razdražuje ga. Antireligioznost je poistovjećena sa svime što negira potpunu slobodu. Odvratne su mu Jobova strpljivosti poniznost, naziva ga trulim starcem i dostojnim prorokom tiranskog boga, a Mojsije je nositelj kamenih zakona. Zatim se tu još nalaze pjesme Intermezzo i Finale. U njima nam najbolje pojašnjava sebe i svoja viđenja, zbog čega on nije više samo psovač, već i prenositelj važne poruke. U trenutku kada očekujemo katarzu, on završava s pjesmom Finale, koja je vrhunac protesta. Tu je smrt jedini izlaz i mogućnost.

## PoetikaPsovke
Služi se slobodnim stihom te su ti stihovi veoma dugi. Primjerice : petnaesterac, šesnaesterac, osamnaesterac... Većinom koristi poređenje i hiperbolu, metafore su veoma groteskne i apsurdne. Rima ne postoji, a ritam je kaotičan. U svemu se očituje sloboda, zbog čega se smatra pretečom futurizma. Često koristi zareze i nema opkoračenja ni završenih rečenica. Tri su pjesme glazbeno naslovljene: Preludij, Intermezzo i Finale. 

## Vanjske poveznice

### Sestrinski projekti
|  | Wikizvor ima izvorni tekst Janko Polić Kamov |

### Mrežna sjedišta
- www.kamov.hr – Kamov / Djela: Psovka (stranice posvećene liku i djelu J. P. Kamova)
- free-sb.htnet.hr – Vitez Crne Psovke / Janko Polić Kamov  Arhivirana inačica izvorne stranice od 15. travnja 2012. (Wayback Machine) (životopis, djela, slike)
- Matica.hr / Vijenac 427 – Cvjetko Milanja: »Pobunjenik s razlogom«  Arhivirana inačica izvorne stranice od 25. lipnja 2017. (Wayback Machine)
- Tea Rogić Musa: »Metaforika u Psovci Janka Polića Kamova – prilog poetičkom konstituiranju hrvatske pjesničke avangarde«, FLUMINENSIA, god. 22 (2010) br. 1, str. 7-24.